# کاروانسرای نیستانک
کاروانسرای نیستانک مربوط به دوره قاجار است و در شهرستان نائین، بخش انارک، دهستان چوپانان، بافت تاریخی روستای نیستانک واقع شده و این اثر در تاریخ ۲۸ اسفند ۱۳۸۵ با شمارهٔ ثبت ۱۸۷۷۳ به‌عنوان یکی از آثار ملی ایران به ثبت رسیده‌است.
نمای کلی کاروانسرا مستطیل شکل است اما حیاط به شکل یک ۸ ضلعی که ورودی اتاق‌ها، شاه‌نشین‌ها و دهانه اصطبل‌ها را به هم متصل می‌کند، می‌باشد. سکوی بارانداز گرد در مرکز حیاط که کاربردی برای خوابیدن در شب داشته‌است. سقف‌ها به صورت چهار بخشی ساخته شده و تزیینات آجری بر بالا ایوان و ایوانچه‌ها متفاوت می‌باشند.

## ثبت در فهرست میراث جهانی
در ۲۶ شهریور ۱۴۰۲ در جریان چهل و پنجمین اجلاس کمیته میراث جهانی یونسکو در ریاض، کاروانسرای نیستانک به‌همراه ۵۳ کاروانسرای تاریخی دیگر (جمعاً ۵۴ کاروانسرا در ۲۴ استان ایران) تحت عنوان کاروانسراهای ایرانی در فهرست میراث جهانی قرار گرفتند. این مجموعه جهانی به عنوان بیستمین و هفتمین اثر جهانی کشور ایران شناخته می‌شود.